# Manoao colensoi
Manoao colensoi là một loài thực vật hạt trần trong họ Thông tre. Loài này được (Hook.) Molloy miêu tả khoa học đầu tiên năm 1995.